# 沖郷村
沖郷村（おきごうむら）は山形県東置賜郡にあった村。現在の南陽市中心部の西方一帯にあたる。

## 地理
- 河川：最上川

## 歴史
- 1889年（明治22年）4月1日 - 町村制の施行により、宮崎村、萩生田村、中落合村、西落合村、法師柳村、長瀞村、露橋村、坂井村、関根村、郡山村、若狭郷屋村、島貫村、蒲生田村、田中村、高梨村、沖田村の区域をもって発足（ただし蒲生田村の一部は赤湯村の一部となる）。
- 1955年（昭和30年）4月1日 - 梨郷村と合併して和郷村が発足。同日沖郷村廃止。

## 交通

### 鉄道路線
- 日本国有鉄道
  - 奥羽本線
  - 長井線（現・山形鉄道フラワー長井線）
    - 赤湯駅

### 道路
- 小国街道（現・国道113号）